# Cryosophila kalbreyeri
Cryosophila kalbreyeri là loài thực vật có hoa thuộc họ Arecaceae. Loài này được (Dammer ex Burret) Dahlgren mô tả khoa học đầu tiên năm 1936.

## Hình ảnh

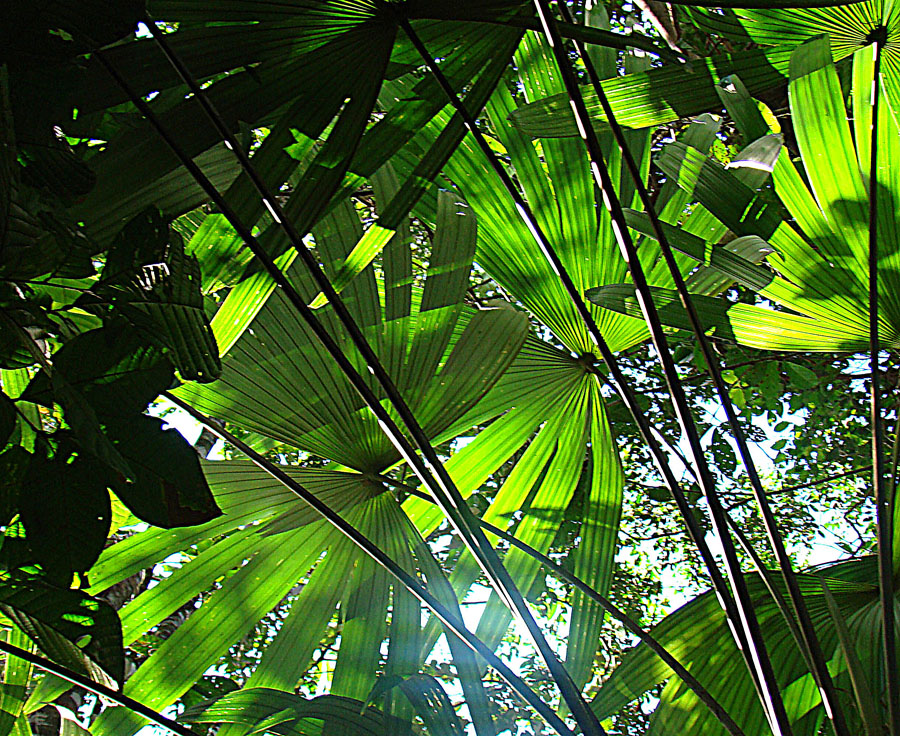